# Duguetia trunciflora
Duguetia trunciflora är en kirimojaväxtart som beskrevs av Paulus Johannes Maria Maas och Howard Scott Gentry. Duguetia trunciflora ingår i släktet Duguetia och familjen kirimojaväxter. Inga underarter finns listade i Catalogue of Life.